# Tsjetsjeens
Het Tsjetsjeens (нохчийн мотт, noxçiyn mott) is een Noordoost-Kaukasische taal taal, die gesproken wordt in Tsjetsjenië, Dagestan en Ingoesjetië.

## Verspreiding
Het Tsjetsjeens heeft ongeveer 1,2 miljoen sprekers en is een bestuurstaal in de Russische deelrepublieken Tsjetsjenië en Dagestan. Er zijn ook Tsjetsjeense minderheden in de kraj Stavropol en in buurland Georgië. Verder bestaat er een Tsjetsjeense diaspora in Centraal-Azië, Europa en in enkele landen in het Midden-Oosten, met name in Jordanië.

## Verwantschap
De taal is zeer nauw verwant aan het Ingoesjetisch, dat wordt gesproken in de buurrepubliek Ingoesjetië. De beide talen zijn tot op zekere hoogte wederzijds verstaanbaar. Hogerop is het Tsjetsjeens onder meer verwant aan het Avaars, Dargiens, Lak, Lezgisch en Tabassaraans. Samen vormen die talen de Nach-Dagestaanse taalfamilie.

## Spraakkunst
Het Tsjetsjeens is een agglutinerende taal met een ergatief-absolutieve argumentstructuur. Het zelfstandig naamwoord wordt ingedeeld in zes klassen, elk met een eigen voorvoegsel dat congrueert met het werkwoord of het bijvoeglijk naamwoord. Het werkwoord wordt niet vervoegd naar persoon en getal, maar kent alleen tijden en deelwoorden. Daaronder zijn een optatief en een antipassief. Sommige werkwoorden hebben zulke voorvoegsels niet.
Het Tsjetsjeens is een ergatieve SOV-taal met dependensmarkering en acht naamvallen (absolutief, genitief, datief, ergatief, allatief, instrumentalis, locatief en comparatief). Daarnaast zijn er een hele reeks achtervoegsels om de functie van het zelfstandig naamwoord in de zin aan te duiden. Bijvoeglijke naamwoorden, aanwijzende voornaamwoorden en betrekkelijke bijzinnen gaan stelselmatig vooraf aan het zelfstandig naamwoord. Voegwoorden zijn veeleer affixen dan zelfstandige woorden.
De taal biedt ook boeiende vraagstukken op vlak van lexicografie, omdat woordvorming veeleer berust op het vastleggen van hele zinnen dan op het creëren van samenstellingen en afleidingen. Dat levert moeilijkheden op bij het bepalen welke zinnen in een woordenboek worden opgenomen. De spraakkunst van het Tsjetsjeens staat namelijk niet toe dat nieuwe werkwoordsvormen worden gebruikt om nieuwe begrippen uit te drukken. In plaats daarvan wordt het werkwoord дан ('doen') gecombineerd met naamwoordgroepen om overeen te komen met nieuwe begrippen die uit andere talen zijn ontleend.

## Klankleer
Kenmerkend voor het Tsjetsjeens is de omvangrijke klankinventaris. De taal maakt gebruik van tussen 50 en 60 medeklinkers, afhankelijk van het dialect en de analyse. Er bestaat een betekenisonderscheidend contrast tussen stemhebbende en stemloze medeklinkers, geminaten en ejectieven. In tegenstelling tot de meeste andere talen in de Kaukasus is het Tsjetsjeens ook rijk aan klinkers en tweeklanken. Geen enkel schrijfsysteem dat tot dusver voor de taal werd gebruikt, heeft alle klinkers accuraat kunnen weergeven.
|             |             | labiaal | labiaal | labiaal | alveolaar | alveolaar | alveolaar | post- alveolaar | post- alveolaar | post- alveolaar | velaar | velaar | uvulaar | uvulaar | epi- glottaal | glottaal | glottaal |
| —           | asp.        | far.    | —       | asp.    | far.      | —         | asp.      | far.            | —               | asp.            | —      | asp.   | —       | far.    | epi- glottaal |          |          |
| ----------- | ----------- | ------- | ------- | ------- | --------- | --------- | --------- | --------------- | --------------- | --------------- | ------ | ------ | ------- | ------- | ------------- | -------- | -------- |
| nasaal      | nasaal      | m       |         | mˤ      | n         |           | nˤ        |                 |                 |                 |        |        |         |         |               |          |          |
| plosief     | stemh.      | b       | bʱ      | bˤ      | d         | dʱ        | dˤ        |                 |                 |                 | ɡ      | ɡʱ     |         |         |               |          |          |
| plosief     | steml.      | p       | pʰ      | pˤ      | t         | tʰ        | tˤ        |                 |                 |                 | k      | kʰ     | q       | qʰ      | ʡ             | ʔ        | (ʔˤ)     |
| plosief     | gem.        | pː      |         | pːˤ     | tː        |           | tːˤ       |                 |                 |                 |        |        | qː      |         |               |          |          |
| plosief     | ej.         | pʼ      |         |         | tʼ        |           |           |                 |                 |                 | kʼ     |        | qʼ      |         |               |          |          |
| affricaat   | stemh.      |         |         |         |           |           |           | d͡ʒ              | d͡ʒʱ             | d͡ʒˤ             |        |        |         |         |               |          |          |
| affricaat   | steml.      |         |         |         | t͡s        | t͡sʰ       | t͡sˤ       | t͡ʃ              | t͡ʃʰ             | t͡ʃˤ             |        |        |         |         |               |          |          |
| affricaat   | gem.        |         |         |         | t͡sː       |           | t͡sːˤ      |                 |                 |                 |        |        |         |         |               |          |          |
| affricaat   | ej.         |         |         |         | t͡sʼ       |           |           | t͡ʃʼ             |                 |                 |        |        |         |         |               |          |          |
| fricatief   | stemh.      | (v)     |         |         | z         |           | zˤ        | ʒ               |                 | ʒˤ              |        |        | ʁ       |         |               |          |          |
| fricatief   | steml.      | (f)     |         |         | s         |           | sˤ        | ʃ               |                 | ʃˤ              | x      |        |         |         | ʜ             | h        |          |
| fricatief   | gem.        |         |         |         | sː        |           |           |                 |                 |                 |        |        |         |         |               |          |          |
| vibrant     | stemh.      |         |         |         | r         |           | rˤ        |                 |                 |                 |        |        |         |         |               |          |          |
| vibrant     | steml.      |         |         |         | r̥         |           |           |                 |                 |                 |        |        |         |         |               |          |          |
| approximant | approximant | w ~ ɥ   |         | wˤ      | l         |           | lˤ        | j               |                 |                 |        |        |         |         |               |          |          |

|                |        | voor | voor | centraal ~ achter |
| ongerond       | gerond |      |      | centraal ~ achter |
| -------------- | ------ | ---- | ---- | ----------------- |
| gesloten       | kort   | ɪ    | y    | ʊ                 |
| gesloten       | lang   | iː   | yː   | uː                |
| half- gesloten | kort   | e̞    | ø    | o̞                 |
| half- gesloten | lang   | e̞ː   | øː   | o̞ː                |
| bijna- open    | kort   | æ    |      |                   |
| bijna- open    | lang   | æː   |      |                   |
| open           | kort   |      |      | ə                 |
| open           | lang   |      |      | ɑː                |

## Schrift

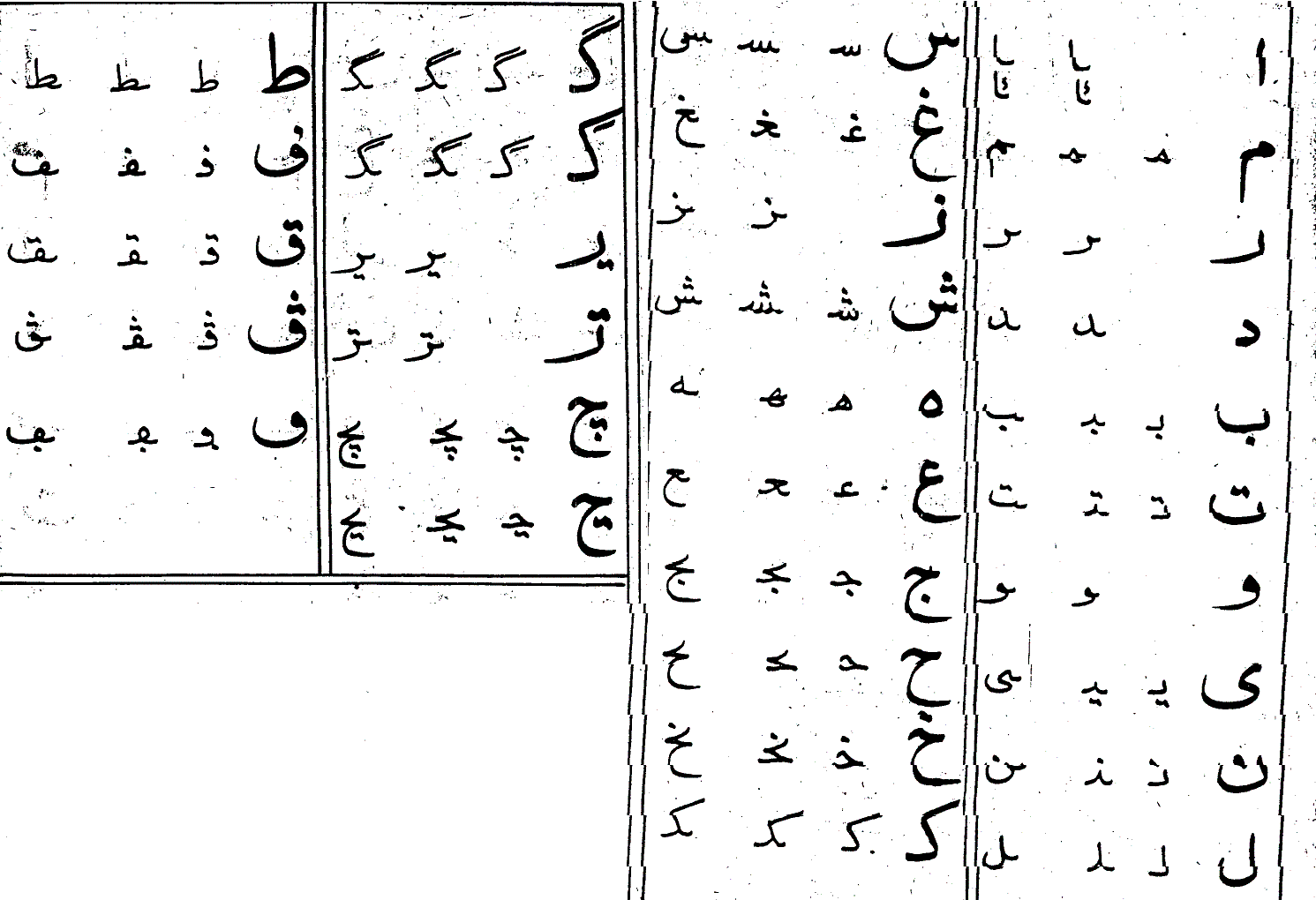
Het Tsjetsjeense alfabet geschreven in het Arabisch schrift in 1925.

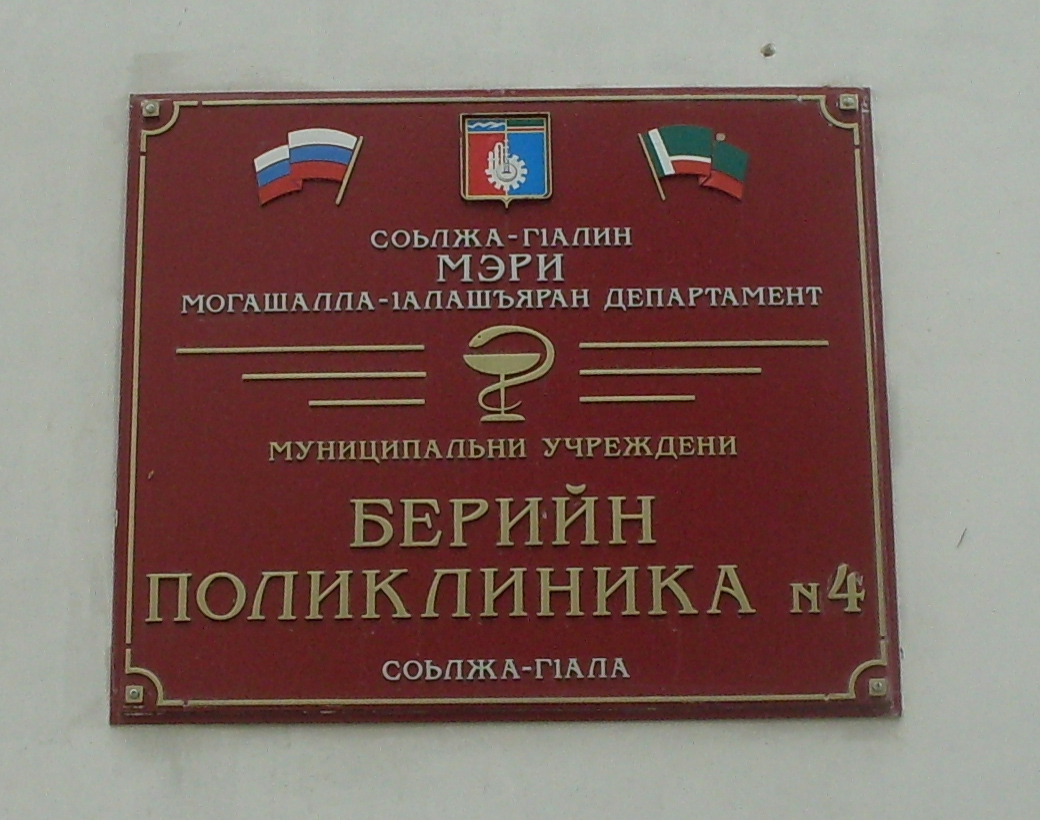
Tsjetsjeens naambord in Grozny.

Het Tsjetsjeens werd oorspronkelijk in het Arabisch schrift geschreven. Tussen 1925 en 1938 werd overgeschakeld op het Latijnse alfabet. Sinds 1938 wordt het cyrillisch schrift gebruikt. Het Tsjetsjeens maakt gebruik van dezelfde cyrillische letters als het Russisch met toevoeging van de palotsjka ⟨ӏ⟩ om aan te geven dat de voorafgaande medeklinker een ejectief is. In 1992 nam de de facto onafhankelijke Tsjetsjeense republiek Itsjkerië een nieuw Latijns alfabet aan, maar na de val van de separatistische regering werd het cyrillische alfabet opnieuw ingevoerd. Het Latijnse alfabet wordt veel minder gebruikt en geniet relatief weinig bekendheid bij de bevolking.
| А а   | Аь аь | Б б | В в   | Г г | Гӏ гӏ | Д д   | Е е   |
| Ё ё   | Ж ж   | З з | И и   | Й й | К к   | Кх кх | Къ къ |
| Кӏ кӏ | Л л   | М м | Н н   | О о | Оь оь | П п   | Пӏ пӏ |
| Р р   | С с   | Т т | Тӏ тӏ | У у | Уь уь | Ф ф   | Х х   |
| Хь хь | Хӏ хӏ | Ц ц | Цӏ цӏ | Ч ч | Чӏ чӏ | Ш ш   | Щ щ   |
| Ъ ъ   | Ы ы   | Ь ь | Э э   | Ю ю | Юь юь | Я я   | Яь яь |
| Ӏ ӏ   |       |     |       |     |       |       |       |

| A a | Ä ä   | B b   | C c | Ċ ċ | Ç ç | Ç̇ ç̇ | D d |
| E e | F f   | G g   | Ġ ġ | H h | X x | Ẋ ẋ | I i |
| J j | K k   | Kh kh | L l | M m | N n | Ŋ ŋ | O o |
| Ö ö | P p   | Ph ph | Q q | Q̇ q̇ | R r | S s | Ş ş |
| T t | Th th | U u   | Ü ü | V v | Y y | Z z | Ƶ ƶ |
| Ə ə |       |       |     |     |     |     |     |

| A a   | Ä ä | B b   | C c   | Č č | Ch ch | Čh čh | D d   |
| E e   | F f | G g   | Gh gh | H h | I i   | J j   | K k   |
| Kh kh | L l | M m   | N n   | Ŋ ŋ | O o   | Ö ö   | P p   |
| Ph ph | Q q | Qh qh | R r   | S s | Š š   | T t   | Th th |
| U u   | Ü ü | V v   | X x   | Ẋ ẋ | Y y   | Z z   | Ž ž   |

| ا | ب | ت | ث | ج | ح | خ | د |
| ذ | ر | ز | س | ش | ص | ض | ط |
| ظ | ع | غ | ف | ڤ | ڮ | ق | ك |
| ل | م | ن | و | ه | ﻻ | ي |   |

## Tekstvoorbeeld
De onderstaande tekst is een uittreksel uit het Johannesevangelie in het Tsjetsjeens.
| Nederlands | Tsjetsjeens (1938-heden) | Tsjetsjeens (1992-2000) |
| --- | --- | --- |
| In den beginne was het Woord, en het Woord was bij God, en het Woord was God. Dit was in den beginne bij God. Alle dingen zijn door Hetzelve gemaakt, en zonder Hetzelve is geen ding gemaakt, dat gemaakt is. In Hetzelve was het Leven, en het Leven was het Licht der mensen. En het Licht schijnt in de duisternis, en de duisternis heeft hetzelve niet begrepen. | Дуьххьар хилла Дош, и Дош Делехь хилла, Дела Дош хилла. Иза хилла дуьххьара Делехь. Дерриг Цуьнгахула схьадоладелла, Цуьнан лаам боцуш долчу хӏуманийх хӏумма хилла дац. Цуьнгахь хилла дахар, дахар адамийн серло хилла. Серло боданехь а къега, бодано иза дӏацахьулйо. | Düxẋar xilla Doş, i Doş Deleẋ xilla, Dela Doş xilla. Iza xilla düxẋara Deleẋ. Derrig Cüngaxula sẋadoladella, Cünan laam bocuş dolçu humaniyx humma xilla dac. Cüngaẋ xilla daxar, daxar adamiyn serlo xilla. Serlo bodaneẋ a q̇ega, bodano iza djacaẋulyo. |

- Gemeinsame Normdatei: 4345101-9
- Nationale Bibliotheek van Letland: 000064897
- Bibliotheek van het Japanse parlement: 00575387
- Nationale Bibliotheek van Tsjechië: ph405071
- Nationale Bibliotheek van Israël: 987007285080205171